# Rivière du Mont Saint-Étienne
Pour les articles homonymes, voir Saint-Étienne.
La rivière du Mont Saint-Étienne est un affluent de la rivière Sainte-Anne, coulant sur la rive nord du fleuve Saint-Laurent, dans le territoire non organisé de Lac-Jacques-Cartier et la municipalité de Saint-Ferréol-les-Neiges, dans la municipalité régionale de comté (MRC) de La Côte-de-Beaupré, dans la région administrative de la Capitale-Nationale, dans la province de Québec, au Canada.
La partie inférieure de cette petite vallée est desservie par chemin de l'Abitibi-Price, le chemin du rang Saint-Marie et le chemin Clairval. Le chemin du rang Saint-Édouard passe au sud-ouest de la partie intermédiaire du cours de la rivière. La partie supérieure est desservie par une route forestière secondaire passant du côté nord de la rivière et qui se relie au sud-est au chemin de l'Abitibi-Price. La sylviculture constitue la principale activité économique de cette vallée ; les activités récréotouristiques, en second.

## Géographie
La rivière du Mont Saint-Étienne prend sa source à décharge du lac du Mont Saint-Étienne dans le territoire non organisé du Lac-Jacques-Cartier.
Cette rivière contourne le Mont Saint-Étienne. À partir de cette source, le cours de cette rivière descend sur environ 13 km
- vers le sud-est avec une dénivellation de 117 m dans une vallée encaissée, jusqu'à la décharge venant du sud-ouest de deux lacs dont le lac Cœur ;
- vers l'est avec une dénivellation de 150 m en formant un crochet vers le sud, jusqu'à la décharge venant du nord d'un lac non identifié ;
- vers le sud-est en formant une boucle vers le sud-ouest et en recueillant un ruisseau venant du nord-est jusqu'au bras Sud-Ouest venant du sud-ouest ;
- vers le sud-est en formant une courbe vers l'ouest et en recueillant un ruisseau venant de l'ouest jusqu'à un ruisseau venant du nord ;
- vers l'est en formant une courbe vers le sud, jusqu'au chemin du rang Sainte-Marie ;
- vers le nord-est en passant sous le pont du chemin de l'Abitibi-Price, jusqu'à sa confluence rive droite avec la rivière Sainte-Anne, dans Saint-Ferréol-les-Neiges. Cette confluence se situe en amont du pont de la route 360 et en aval de la confluence de la rivière Brûlé.

À partir de la confluence de la rivière du Mont Saint-Étienne, le courant coule généralement vers le sud-ouest par le cours de la rivière Sainte-Anne, en traversant le centre-ville de Beaupré, jusqu'à la rive nord du fleuve Saint-Laurent.

## Toponymie
Le toponyme « rivière du Mont Saint-Étienne » a été officialisé le 5 décembre 1968 à la Banque des noms de lieux de la Commission de toponymie du Québec.

### Articles connexex
- Capitale-Nationale
- MRC La Côte-de-Beaupré
- TNO Lac-Jacques-Cartier
- Saint-Ferréol-les-Neiges
- Rivière Sainte-Anne
- Fleuve Saint-Laurent
- Liste des affluents de l'estuaire du Saint-Laurent